# Лон Чейні-молодший
Лон Чейні-молодший (англ. Lon Chaney Jr.); ім'я при народженні — Крейтон Тулл Чейні (англ. Creighton Tull Chaney; 10 лютого 1906, Оклахома-Сіті, США — 12 липня 1973, Сан-Клемент, США) — американський актор, відомий за роллю Ларрі Талбота у фільмі «Людина-вовк» (1941) та його подальших кросоверах, граф Алукард (слово «Дракула» навпаки) у «Сині Дракули», чудовисько Франкенштейна у «Привиді Франкенштейна» (1942) та інші ролі у багатьох фільмах жахів Universal. Спочатку у фільмах його згадували як Крейтона Чейні, пізніше його зарахували як «Лон Чейні-молодший». у 1935 р., і починаючи з «Людини-вовка» його майже завжди виставляли під іменем, його більш відомого батька, як Лон Чейні за рішенням студії. Чейні мав англійське, французьке та ірландське походження, і його кар'єра в кіно та на телебаченні тривала чотири десятиліття, з 1931 по 1971 рік.

## Юність
Крейтон народився в Оклахома-Сіті, що в штаті Оклахома, син тодішнього актора німого кіно Лона Чейні та Френсіс Клівленд Крейтон Чейні, співачки, яка їздила на дорожніх шоу по всій країні з Крейтоном. Шлюб батьків закінчився розлученням в 1913 році після скандальної спроби самогубства матері в Лос-Анджелесі. Молодий Крейтон жив у різних будинках та інтернатах до 1916 року, після чого його батько (тоді зайнятий у кіноіндустрії) одружився з Гейзел Гастінгс і зміг забезпечити сина.
З раннього дитинства він багато працював, щоб уникнути тіні свого знаменитого батька. У молодому віці батько відмовляв його від шоу-бізнесу (журналістці Мері Вебстер Чейні-старший якось сказав, що вважатиме за краще побачити свого сина мертвим, ніж на кіноекрані). Крейтон навчався в бізнес-коледжі, після чого почав працювати в сантехнічній компанії та одружився з Дороті Гінклі, дочкою його роботодавця Ральфа Гінклі. У 1936 році, коли Крейтон вже почав зніматися, вони розлучилися через його алкоголізм. У них народилося двоє синів: Лон Ральф Чейні та Рональд Крейтон Чейні.
Життя Крейтона змінилося назавжди, коли його батькові був поставлений діагноз рак гортані й той помер 26 серпня 1930 року у віці 47 років. Багато статей і біографій за ці роки повідомляють, що Крейтон вважав, що його мати померла, коли він був хлопчиком (насправді ж вона померла в 1967 році). Крейтон завжди стверджував, що у нього було важке дитинство.

## Кар'єра

### Як Крейтон Чейні
Лише після смерті батька Чейні почав зніматися у фільмах. Він розпочав з некредитованої невеликої ролі в серіалі «Скачущий привид» (The Galloping Ghost, 1931) і підписав контракт з RKO, який дав йому епізодичні ролі в ряді фільмів, серед яких «Божевільна дівчина» (Girl Crazy, 1932), «Вбивство в домі» (The Roadhouse Murder, 1932), «Райський птах» (Bird of Paradise, 1932) та «Найнебезпечніша гра» (The Most Dangerous Game, 1932).
РКО дав йому головну роль у серіалі «Останній рубіж» (The Last Frontier, 1932). Після чого він отримав більші ролі у фільмах «Щасливі дияволи» (Lucky Devils, 1933), «Син кордону» (Son of the Border, 1933), «Скарлет-Рівер» (Scarlet River, 1933), «Життя Вергі Вінтерс» (The Life of Vergie Winters, 1934). У Mascot Pictures він разом із Джоном Вейном знявся у серіалі «Три мушкетери» (The Three Musketeers, 1933), який згодом був перероблений у фільм «Командування пустелі» (Desert Command, 1946).
«Я зробив все можливе в кіно», — сказав Чейні пізніше. «Я повинен був робити трюки, щоб жити. Я захоплював биків, падав і збивав зі скель, зривався з конем в обрив у річку, водив прерійні шхуни вгору і вниз по пагорбах».
Він мав головну роль у незалежному фільмі «Шістнадцять підземних глибин» (Sixteen Fathoms Deep, 1934) та другого плану в фільмі «Дівчина про мої мрії» (Girl o' My Dreams, 1934) у Monogram Pictures Corporation. Останнім фільмом, у якому він знявся під іменем Крейтона Чейні, був «Шлюбний договір» (The Marriage Bargain, 1935) для Screencraft Productions. Після цього його позначали в кіно як Лон Чані-молодший до 1942 р.

### Як Лон Чейні-молодший
Вже під іменем Лон Чейні-молодший він отримав головну роль у «Крику в ніч» (A Scream in the Night, 1935), створеного для Commodore Pictures, кримінального трилера. Він зіграв епізодичні ролі в Paramount: Hold 'Em Yale (1935), Акцент на молоді (Accent on Youth, 1935) і Rose Bowl (1936). Ray Kirkwood Productions дало йому головну роль у фільмі «Тінь шовкового Леннокса» (The Shadow of Silk Lennox, 1935).
У Republic Pictures Corporation він зіграв разом із Джином Отрі у «Співаючий ковбой» (The Singing Cowboy, 1936) та «Старий загін» (The Old Corral, 1937). Він заглав посіпаку для серіалу студії Republic, «Підводне королівство» (Undersea Kingdom, 1936). Universal змусили його зіграти у їх серіалі Ейс Драммонда (Ace Drummond, 1937), і він був некредитований у фільмі Колумбія «Вбивця на волі» (1937). Він позичив своє ім'я кафе, яке потрапило в скандал з алкоголем. [4]
Чейні-молодший зіграв головного лиходія у вестерні Томері Тайлера, «Шайєнн їде знову» (Cheyenne Rides Again, 1937), і був у серіалі «Секретний агент X-9» (Secret Agent X-9, 1937).
Він підписав контракт зі студією 20th Century Fox і з'явився у фільмах «Любов це новина» (Love Is News, 1937), «Опівнічне таксі» (Midnight Taxi, 1937), «Щоб я міг жити» (That I May Live, 1937), «Це моя справа» (This Is My Affair, 1937), «Ангельське свято» (Angel's Holiday, 1937), Born Beckless (1937), «Леді втікає» (The Lady Escapes, 1937), «Дружина, лікар і медсестра» (Wife, Doctor and Nurse, 1937), «Другий медовий місяць» (Second Honeymoon,1937), «Шашки» (Checkers, 1937), «Любов і сичання» (Love and Hisses, 1937), «Міська дівчина» (City Girl, 1938), «Щаслива посадка» (Happy Landing, 1938), «Саллі, Ірен та Мері» (Sally, Irene and Mary, 1938), «Містер Мото Азартна» (Mr. Moto's Gamble, 1938), «Дорожній демон» (Road Demon, 1938) та ряді інших фільмів студії. Він майже був убитий поїздом під час зйомок сцени пограбування банку у фільмі «Джессі Джеймса» (Jesse James, 1939).
Пізніше він знявся в фільмах «Місто в темряві» (City in Darkness,1939) і «Прикордонного маршала» (Frontier Marshal, 1939).
Чейні-молодший взяв участь у фільмі «Про мишей і людей» (Of Mice and Men, 1939) з Воллесом Фордом, який продюсерувала студія Hal Roach. Фільм став першою великою роллю для Чейні-молодшого у кіно і мав критичний успіх для нього. У Чейні був екранний тест на роль Квазімодо для ремейку «Горбань із Нотр-Дама» (1939), але роль дісталася Чарльзу Лаутону.
Гарольд Роуч використав його в ролі третього рахунка в «Мільйон до н. е.» (One Million B.C, 1940) як батька печерного чоловіка Віктора. Після чого Чейні почали розглядати як актора у шаблоні свого батька. Насправді він розробив для фільму смуглий мавпоподібний макіяж неандертальця, але виробничі рішення та правила профспілок завадили йому продовжувати наслідувати свого батька таким чином. Сесіл Б. Деміл використовував його в ролі другого плану в фільмі «Північно-Західна поліція» (North West Mounted Police, 1940), а MGM — у «Біллі Кід» (Billy the Kid, 1941). Ця студія розглядала можливість взяти Чейні-молодшого в римейк хіта свого батька «Той, хто отримує ляпаси», але вирішила не робити цього.

### Зірка фільмів жахів
Потім Чейні-молодший отримав головну роль у фільмі «Людина-вовк» (1941) у фільмі студії Universal, роль, яка подібно до монстра Карлонффа Франкенштейна, до кінця життя створила Чейні образ актора фільмів жахів.

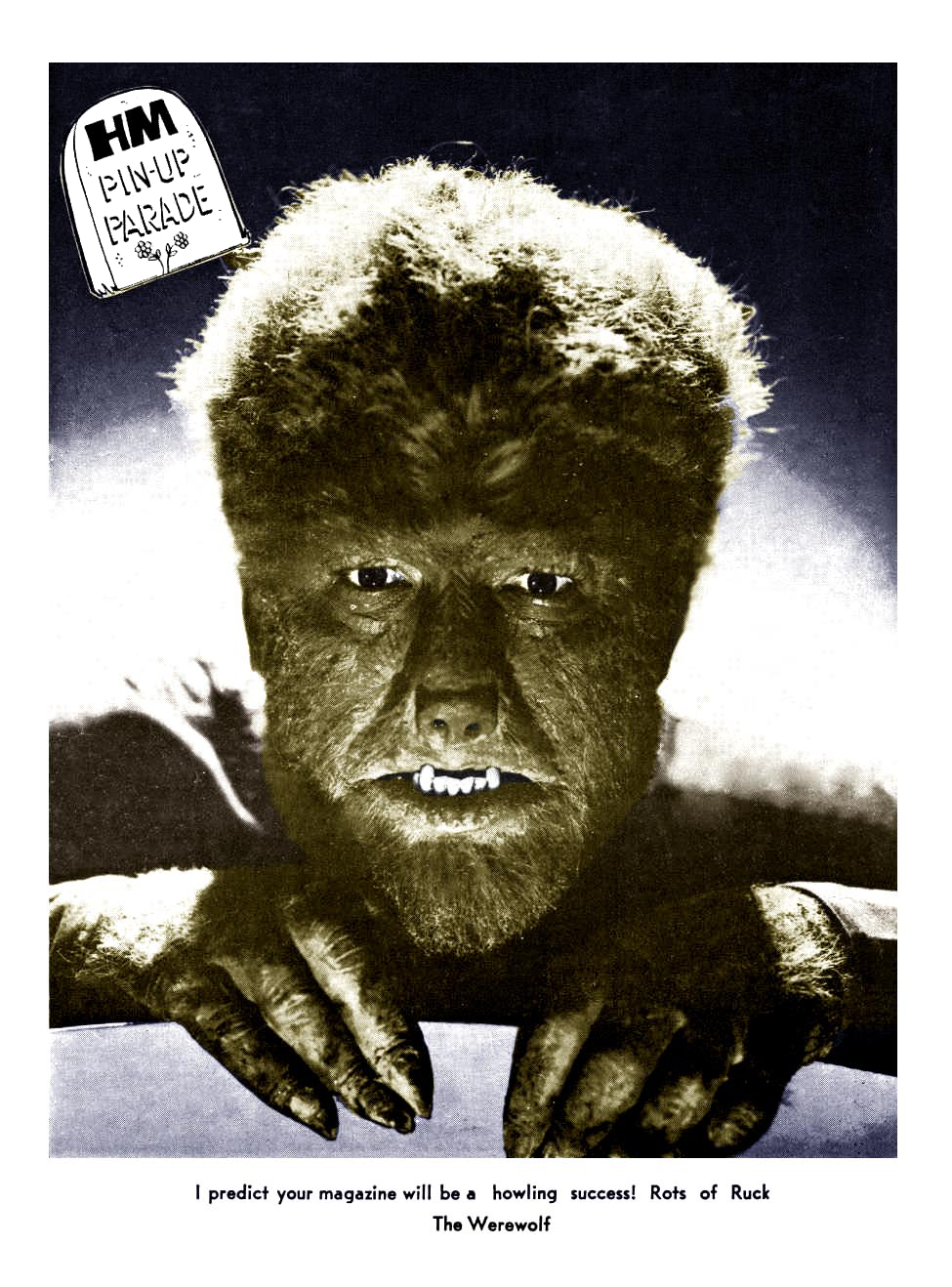
Лон Чейні-молодший у ролі Людини-Вовка

Чейні-молодший офіційно став зіркою фільмів жахів, і Universal дали йому роль монстра Франкенштейна у «Привиді Франкенштейна» (The Ghost of Frankenstein, 1942), коли Карлофф відмовився від цього образу. Він зіграв у кримінальній драмі «Очі підземного світу» (Eyes of the Underworld, 1942) та воєнній стрічці «Підтримання форми» (Keeping Fit, 1942) та «За що ми боремося» (What We Are Fighting For, 1943).
Чейні-молодший зіграв Мумію у «Гробниця мумії» (The Mummy's Tomb, 1942), ще один хіт. Він був у «Західній кордоні» (Frontier Badmen, 1943), а потім повторив свою роль Людини-Вовка у фільмі «Франкенштейн зустрічає Людину-Вовка» (1943) з Белою Лугоші у ролі Чудовиська Франкенштейна. Фільм спочатку знімався зі сліпим монстром, але виступав характерний голосом Лугоші «Ігор», але студія вирізала всі посилання на обидва, так що аудиторії залишилася дивуватися, чому Монстр похитувався, витягнувши руки перед собою, і гадати, чому він втратив здатність говорити з часів «Привида Франкенштейна», завдавши серйозної шкоди репутації Лугоші.
Чейні-молодшому відвели роль Дракули у фільмі «Син Дракули» (1943). Це зробило його єдиним актором, який зобразив усіх чотирьох головних героїв жахів студії Universal: Людина-Вовк, Чудовисько Франкенштейна, Мумія та Граф Дракула.
Після епізоду в «Божевільному домі» (Crazy House, 1943) він отримав головну роль у «Виклик доктора Смерті» (Calling Dr. Death, 1943) на основі таємниць Внутрішнього Святилища (Inner Sanctum Mystery). Це дало старт черговій серії стрічок з Чейні у головній ролі, перша з яких — «Дивна жінка» (Weird Woman, 1944).
Він зіграв у другому фільмі про мумію «Привид мумії» (The Mummy's Ghost, 1944) і взяв участь у програмі «Жінка Кобра» (Cobra Woman, 1944), у якій зіграли Марія Монтез та «Ловець привидів» (Ghost Catcher, 1944), разом з Олсеном та Джонсоном.
«Очі мертвої людини» (Dead Man's Eyes, 1944) був третім фільмом із серії Внутрішного святилища, після чого він повернувся до образу Людини-Вовка у стрічці «Будинок Франкенштейна» (House of Frankenstein, 1944). «Прокляття мумії» (The Mummy's Curse, 1944) — це третя і остання поява Чейні в ролі Харіс.

### Вихід з Universal
Незважаючи на те, що за ним закріпився Людина-Вовк, Чейні-молодшому все ж таки вдалося позбавитись образу лиходіїв та як актор других планів.
Він був у комедії Боб Хоуп «Моя улюблена брюнетка» (1947), підтримав Рендольфа Скотта в Альбукерке (1948), мав підтримку в «Фальшивомонетниках» (1948) і зіграв лиходія в «16 Fathoms Deep» (1948) для «Monogram Pictures», рімейк його фільм 1934 року.
Він повторив свою роль Людини-Вовка в «Ебботті та Костелло зустрічають Франкенштейна» (1948), але це не похитнуло його кар'єру. У квітні 1948 р. Чейні потрапив до лікарні після передозування снодійним. Він одужав і зіграв Гаррі Брока в постановці театру Лос-Анджелеса «Народився вчора» в 1949 році.
Чейні виступах у другорядних ролях: «Капітан Китай» (Captain China, 1950), «Одного разу злодій» (Once a Thief, 1950), «Наречена горили» (Bride of the Gorilla, 1951), «Тільки доблесні» (Only the Valiant, 1951), «Злодій Дамаска» (Thief of Damascus, 1952), «Битви з головним Понтіаком» (Battles of Chief Pontiac, 1952) (у головній ролі), «Полудень» (High Noon, 1952), «Чорний замок» (The Black Castle, 1952) (повернення до жанру жахи), «Рейдери семи морів» (Raiders of the Seven Seas. 1953), «Лев на вулицях» (A Lion Is in the Streets, 1953), «Хлопчик з Оклахоми» (The Boy from Oklahoma, 1954), «Дживаро» (Jivaro, 1955), «Великий дім, США» (Big House, U.S.A., 1955), «Я помер тисячу разів» (I Died a Thousand Times, 1955), «Чорний сон» (The Black Sleep, 1956) та багато інших.
Чейні зарекомендував себе як улюбленця продюсера Стенлі Крамера; окрім того, що він зіграв ключову роль другого плану у «Рівно опівдні» (High Noon, 1952) (у ролі Гері Купера), він також з'явився у фільмах «Не як незнайомець» (Not as a Stranger, 1955) — нуарній мелодрамі за участю Роберта Мітчема та Френка Сінатри — та «Не схиливши голови» (The Defiant Ones, 1958, головна роль Тоні Кертіс і Сідні Пуатьє). Тоді Крамер сказав пресі, що щоразу, коли надходить сценарій із важкою для більшості акторів Голлівуду роллю, він телефонує Чейні.
Однією з його найвідоміших ролей була телевізійна версія 1952 року Франкенштейна в серіалі «Казки завтра» (Tales of Tomorrow), за яким він нібито з'явився п'яним, хоча це твердження є необгрунтованим. Під час прямої трансляції Чейні, граючи Монстра, мабуть, вважав, що це просто репетиція, і піднімав меблі, які він мав би розбити та обережно клав їх назад, бурчачи: «Я зберіг їх для вас». Запис трансляції 18 січня 1952 року доступний на DVD, YouTube, а також відкритий для перегляду в Центрі ЗМІ Пейлі в Нью-Йорку та Лос-Анджелесі.
Він став досить популярним серед бебі-бумерів після того, як Universal випустив на телебачення свій каталог фільмів жахів у 1957 році («Shock Theater»), а журнал «Знамениті монстри з фільмленду» (Famous Monsters of Filmland) регулярно зосереджувався на його фільмах.
У 1957 році Чейні поїхав до Онтаріо, Канада, щоб взяти участь у першій в історії американсько-канадській телевізійній постановці, як Чінгачгук у «Хоукі та Останній з могікан», засновані на розповідях Джеймса Фенімора Купера. Серіал закінчився після 39 серії. Universal випустив біографію його батька «Людина тисячі облич» (1957), де представлена напівсфабрикована версія історії життя Крейтона від його народження до смерті батька. Роджер Сміт був обраний Крейтоном на його роль.

### 60-ті
В основному «на хліб з масолом» протягом цього десятиліття він заробляв на телебаченні — де виступав у гостях скрізь, від «Поїзда фургонів» до «Мавп», і в низці допоміжних ролей у низькобюджетних вестернах, вироблених А. С. Лайлесом для Paramound. У 1962 р. Чейні отримав можливість зіграти Квазімодо у симулярі макіяжу батька, а також повернутися до своїх ролей Мумії та Вовка у телесеріалі Route 66 з друзями Борисом Карлоффом та Пітером Лорре. В цю епоху він знявся у фільмі «Павук-немовля» Джека Хілла (Spider Baby, знятий у 1964 році, вийшов у 1968 році), для якого він також заспівав у заставці.

### Фінальні фільми
У пізніші роки він страждав на рак гортані та хронічною хворобою серця серед інших недуг після десятиліть рясного пиття та куріння. У своєму останньому фільмі жахів «Дракула проти Франкенштейна» (Dracula vs. Frankenstein, 1971), режисер Ел Адамсон, він зіграв Гротона, німого прихильника доктора Франкенштейна. А незабаром після цього виконав останню роль у кіно, також для Адамсона в 1969 р. у фільмі «Жіночий букет» (The Female Bunch). Чейні мав текст у «Жіночому букеті», але його хриплий голос був практично невпізнанним. Через хворобу він відмовився від акторської майстерності, щоб зосередитись на книзі про спадщину сім'ї Чейні «Століття Чейні» (A Century of Chaneys), яка досі залишається неопублікованою в будь-якій формі. Його онук Рон Чейні-молодший працював над завершенням цього проекту.

## Особисте життя
Чейні був одружений двічі. Перша дружина Дороті розлучилася з ним у 1936 році через те, що він занадто багато пив і був «похмурим». Він одружився з Петсі Бек у 1937 році. У нього народилося двоє синів від першої дружини Лон Ральфа Чейні (народився 3 липня 1928 року) та Рональда Крейтона Чейні (народився 18 березня 1930 року), обидва померлих.
Чейні подобався деяким колегам — «солодкий» — це слово, яке найчастіше виникає у тих, хто працював з ним та подобався йому, — проте він також був здатний до сильної антипатії. Наприклад, він та Евелін Анкерс взагалі не ладнали, незважаючи на їх ролі в кіно. Він також був знайомий з молодими акторами за яких заступався, так як вважав Чейні, тих принижували студії.

## Цікаві факти
- Декілька років він грав під прізвищем своєї матері, але в 1935 году здався та змінив його.
- На початку своєї кінокар'єри Лон намагався писати пісні. Найзнаменішою його ролю став Ларрі Талбот, що перетворюється в оборотня, в якій Лон з'явився у багатьох фільмах, починаючи з картини «Людина-вовк» (1941).
- Лон з'явився на світ, коли його батьки-артисти були на гастролях, тому опинилися на театральній сцені у віці 6 місяців. Родився недоношеним: всього через 7 місяців, тому всі хвороби в кінці його життя могли бути наслідком цього.
- Він єдиний актор, який зіграв усіх чотирьох класичних мострів Universal: оборотня («Людина-вовк», 1941), монстра Франкенштейна («Привид Франкенштейна», 1942), мумію Харріс («Гробниця мумії», 1942), сина графа Дракули графа Антоні Алукарда «Син Дракули», 1943).
- Від свого батька актор переніс страсть до акторської гри, але не міг використати його з таким розмахом, як це робив перший, іноді потворячи себе до невпізнання, через суворих правил профсоюза актерів, що з'явився в 30-х роках.
- У актора завжди були більші проблеми з алкоголем, особливо в останні роки його життя. Актер Бродерик Кроуфорд одночасно працювавши з Лоном і переодягався з ним в одній костюмерній. Обидві були такими жахливими п'яницями, що разом пили до напівсмерті і мутузили одного друга, допоки один не міг встати з підлоги.
- Улюбленою (і по значенню поряд з Ларрі Талботом) ролью Лона був Лені Смолл із картин «Про людей і мишей» (1939), знятою по п'єсі Джона Стейнбека. На вечірках після пари-трійці стопок актор часто декларував свої монологи з цього фільму.
- Як і його батько, він відмовився давати автографи.
- Актер був заядлим мисливцем; дуже любив рибалку, реслінг, приготування їжі та розсказувати історії.
- Тривалий час вважав, що його мати померла, і дізнався про те, що вона жива лише після смерті свого батька в 1930 році.
- Після смерті, згідно заповіту, його тіло було віддано для медичних досліджень.

## З відзнакою
У 1999 році йому була присвячена Золота пальмова зірка на Палм-Спрінгз, штат Каліфорнія, Алея зірок.

## Смерть
Чейні помер від серцевої недостатності у віці 67 років 12 липня 1973 року в Сан-Клементе, штат Каліфорнія. Тіло згідно з його волі було передано на медичні дослідження.
Він був удостоєний того, що з'явився у ролі Вовка на одній із серій поштових марок США 1997 року із зображенням кіно-монстрів. Його онук Рон Чейні-молодший часто виступав як гість на конгресах фільмів жахів.